# Karl Riedel (Politiker)
Karl Riedel (* 3. August 1883 in Aachen; † 24. August 1949 in Jena) war ein deutscher Jurist und Politiker der DVP.

## Leben und Beruf
Karl Riedel war Sohn des Chirurgen Bernhard Riedel. Nach dem Abitur am Carolo-Alexandrinum (Jena) diente er 1903/04 als Einjährig-Freiwilliger. Danach studierte er an der Friedrichs-Universität Halle, der Ludwig-Maximilians-Universität München und der Universität Jena Rechtswissenschaft. Im Sommersemester 1905 renoncierte er beim Corps Thuringia Jena. Er wechselte – „wegen der elenden Sauferei“ – im selben Jahr an die Rheinische Friedrich-Wilhelms-Universität und wurde im Corps Rhenania Bonn aktiv. Da der Verhältnisvertrag zwischen Thuringia und Rhenania gebrochen wurde, konnte er bei Thuringia nicht wieder aktiv werden. 1908 bestand er das erste juristische Staatsexamen. Seinen juristischen Vorbereitungsdienst absolvierte er von 1908 bis 1913 in Saalfeld/Saale, Meiningen und Jena. Im Januar 1909 wurde er in Jena zum Dr. jur. promoviert. Im Dezember 1913 bestand er das zweite juristische Staatsexamen. Danach arbeitete er bis 1914 in Meiningen als Angestellter bei der Bank für Thüringen. Von August 1914 bis Juli 1916 nahm er als Offizier am Ersten Weltkrieg teil, zuletzt als Hauptmann der Reserve. Riedel war 1916–1926 als Amtsrichter in Sonneberg und 1926–1928 als Richter am Arbeitsgericht Jena tätig. Er war seit Juli 1930 wieder Amtsrichter in Jena und erhielt das Thüringerband im Sommersemester 1930. Er engagierte sich im Jenaer Alte-Herren-Senioren-Convent.

## Politik
Riedel war zur Zeit des Deutschen Kaiserreiches Mitglied der Nationalliberalen Partei (NLP). Nach der Novemberrevolution trat er in die Deutsche Volkspartei (DVP) ein und fungierte bis 1926 als DVP-Kreisvorsitzender in Sonneberg. Vom 6. November 1928 bis zum 23. Oktober 1929 bzw. geschäftsführend bis zum 22. Januar 1930 amtierte er als Innen- und Justizminister in der Regierung des Landes Thüringen. Vom 7. Mai 1929 bis zum Ende seiner Amtszeit war er gleichzeitig stellvertretender Vorsitzender des Staatsministeriums.
Riedel war bis 1926 Vorsitzender des Sonneberger Kreisverbandes der Krieger- und Militärvereine, schloss sich dann dem Bund Wiking an und wurde 1932 Mitglied des Stahlhelm, Bund der Frontsoldaten bzw. 1933 des NSDFB. Er war seit Oktober 1933 förderndes Mitglied der SS und trat daraufhin in die Nationalsozialistische Deutsche Arbeiterpartei (NSDAP) ein. Nach dem Zweiten Weltkrieg war er Mitglied der Liberal-Demokratischen Partei Deutschlands (LDPD).